# Краснокутське сільське поселення (Октябрський район)
Краснокутське сільське поселення — муніципальне утворення у Октябрському районі Ростовської області. 
Адміністративний центр поселення — хутір Красний Кут.
Населення - 4597 осіб (2010 рік).
Краснокутське сільське поселення розташоване на північному заході Октябрського району між містами Шахти (зі сходу) й Новошахтинськом (із заходу) у долині річки Аюта та частково у долині Малого Несвітаю (Новопавловка, Калиновка).

## Адміністративний устрій
До складу Краснокутського сільського поселення входять:
- хутір Красний Кут - 1378 осіб (2010 рік);
- хутір Веселий - 95 осіб (2010 рік);
- селище Інтернаціональний - 1329 осіб (2010 рік);
- хутір Калиновка (колишній Калінін) - 412 осіб (2010 рік);
- хутір Мар'євка - 320 осіб (2010 рік);
- хутір Новогригор'євка - 501 особа (2010 рік);
- хутір Новопавловка - 562 особи (2010 рік).